# Estádio Ahmed bin Ali
O Estádio Ahmed bin Ali ou Estádio Al Rayyan é um estádio multiuso localizado na cidade de Al Rayyan no Catar. Usado atualmente para jogos de futebol, é o mando do Al-Rayyan Sports Club.
O estádio original, construído em 2003 e com capacidade para 21.282 pessoas, foi demolido em 2015 para dar lugar a um novo estádio para a Copa do Mundo de 2022, sediada no Catar, será uma das oito sedes. O novo estádio possui capacidade de assentos para 45.032 pessoas.

## Copa do Mundo de 2022
O estádio sediará sete partidas da Copa do Mundo FIFA de 2022, incluindo um jogo das oitavas de final.
| Data           | Hora (UTC+3) | 1ª equipe      | Placar | 2ª equipe     | Fase             | Público |
| -------------- | ------------ | -------------- | ------ | ------------- | ---------------- | ------- |
| 21 de novembro | 22:00        | Estados Unidos | 1 – 1  | País de Gales | Grupo B          | 43.418  |
| 23 de novembro | 22:00        | Bélgica        | 1 – 0  | Canadá        | Grupo F          | 40.432  |
| 25 de novembro | 13:00        | País de Gales  | 0 – 2  | Irã           | Grupo B          | 40.875  |
| 27 de novembro | 13:00        | Japão          | 0 – 1  | Costa Rica    | Grupo E          | 41.479  |
| 29 de novembro | 22:00        | País de Gales  | 0 – 3  | Inglaterra    | Grupo B          | 44.297  |
| 1º de dezembro | 18:00        | Croácia        | 0 – 0  | Bélgica       | Grupo F          | 43.984  |
| 3 de dezembro  | 22:00        | Argentina      | 2 – 1  | Austrália     | Oitavas de final | 45.032  |